# Auguste Philippe de Limburg Stirum
Pour les autres membres de la famille, voir Maison de Limburg Stirum.
Le comte Damian August Philipp Karl von Limburg Stirum, prince souverain de Gemen (en), né le 16 mars 1721 et mort le 22 février 1797, est un prélat, prince-évêque de Spire de 1770 à 1797 et prince-prévôt de Wissembourg de 1770 à 1789. Il est le neveu de Mgr Damien de Schönborn-Buchheim.

## Jeunesse et nomination
Auguste Philippe est né le 16 mars 1721, fils du général de cavalerie Otto Leopold, comte de Limburg-Stirum (1688-1754) et de son épouse Anna Elisabeth, née comtesse de Schönborn (1686-1757). Son grand-père était le Generalfeldmarschall Hermann Otto II de Limburg Stirum (en).
Il prononce ses vœux le 6 décembre 1729, à l'âge de 8 ans. Un an plus tard, le 6 décembre 1730, il est fait chanoine de Spire par son oncle, le comte Damien de Schönborn-Buchheim. Il commence ses études de théologie à Rome en 1742, puis les continue à Wurtzbourg. Il est nommé sous-diacre de la cathédrale de Spire le 3 novembre 1753 et diacre deux ans plus tard.
Lorsque le 20 avril 1770, l'évêque de Spire François-Christophe baron von Hutten mourut, le chapitre profita de l'interrègne pour régler différentes questions litigieuses. À l'arrivée du commissaire impérial, le comte de Neipperg, on procéda à l'élection du nouvel évêque. Le choix unanime du chapitre se porta sur son doyen, Auguste Philippe, comte de Limburg Stirum, qui fut nommé le 25 mai 1770.

## Accomplissements
En tant que prince-évêque, Damian August Philipp von Limburg Stirum apporta de nombreux changements à la ville de Bruchsal. Il fit construire un nouveau mur de défense, dont les vestiges sont encore visibles aujourd'hui, afin de protéger la ville contre les canons performants de l'époque. Il fit également établir un hôpital, une école de Latin et de nombreux refuges pour les pauvres.
Le 1er octobre 1792, devant l'avancée de l'Armée révolutionnaire française, Auguste Philippe dut fuir vers Veitshöchheim, Augsbourg et Freising, avant de revenir à Bruchsal le 20 avril 1793. Trois ans plus tard, le 21 septembre 1795, il fut à nouveau chassé par l'Armée française et partit s'établir à Freising et Passau. Il est connu comme ayant été un des évêques allemands les plus virulents à l'encontre de la Révolution française.

## Héritage
Le prince-évêque comte de Limburg Stirum mourut le 22 février 1797 au château de Freudenhain (de), près de Passau. Il fut enterré dans la chapelle des Capucins du château. Les révolutionnaires français détruisirent la chapelle et sa tombe, mais son cœur avait été transporté à Bruchsal le 21 mars 1797 et placé dans une urne en argent dans la crypte des princes-évêques. Son successeur, le comte Wilderich von Walderdorf (en), fut le dernier prince-évêque de Spire, jusqu'à la sécularisation de 1802 faisant suite au Traité de Lunéville, qui initia la fin du Saint-Empire romain germanique. La principauté de Spire perdit son indépendance et fut rattachée au Grand-duché de Bade.
D'après certains historiens, il serait l'ancêtre du roi Willem-Alexander des Pays-Bas par une fille illégitime qu'il aurait eue en 1761, qui a ensuite épousé le baron Ernst Philipp von Sensburg.
L'hôpital de Bruchsal (Fürst-Stirum-Klinik) ainsi qu'une école (Stirumschule) sont nommés en son honneur.